# Kemmerer
Kemmerer es una ciudad en el Condado de Lincoln, Wyoming, Estados Unidos. La población era 2.651 en el censo de 2000.

## Geografía
Kemmerer está localizado en la coordenadas 41°47′22″N 110°32′47″O / 41.78944, -110.54639. Según el United States Census Bureau, la ciudad tiene un área total de 19,1 km ², de los cuales todos de ellos son de tierra. Kemmerer está rodeado de desiertos y las Montañas Rocosas.

## Demografía
Según el censo de 2000, había 2.651 personas, 1.034 hogares y 695 familias que residían en la ciudad. La densidad de población era de 138.9/km ². La composición racial de la ciudad era:
- 96.72% Blancos
- 0.11% Afroamericanos
- 0,49% Nativos americanos
- 0,60% Asiáticos
- 0.04% Isleños pacíficos
- 1.17% Otras razas
- 0,87% De dos o más razas
- 3,36% Hispanos o latinos

Había 1.034 casas, de las cuales un 34.1% tenían niños menores de 18 años, el 58,3% son parejas casadas que viven juntas, el 4.9% tenían un cabeza de familia femenina sin presencia del marido y otro 32.7% eran no-familias.Un 10.3% tienen a alguna persona anciana de 65 años de edad o más. 
En la ciudad un 28.4% de la población era menor de 18 años, el 7,1% tenía entre 18 y 24, el 28.0% de 25 a 44, un 25.7% de 45 a 64, y el 10,8% tiene 65 años de edad o más. La edad media era de 38 años. Por cada 100 hembras había 103.9 varones. Por cada 100 mujeres mayores de 18 años, había 102.0 varones. 
La renta mediana para una casa en la ciudad era $ 47.353, y la renta mediana para una familia era $ 55.529. Los varones tenían una renta mediana de $ 45.921 contra $ 23.382 para las hembras. El ingreso per cápita para la ciudad era $ 21.478. Cerca de 5.1% de familias y 6.6% de la población estaban por debajo de la línea de pobreza, incluyendo un 7.1% de los menores de 18 años y el 5,7% de las personas mayores de 65.